# Generalen (1959)
Generalen är en fransk/italiensk film från 1959.
Filmen visades första gången vid Filmfestivalen i Venedig i september 1959.
Filmen handlar om Grimaldi som låtsas att han är överste i italienska armén för att få pengar från familjerna till personer som fängslats av nazisterna. När han åker fast gör Gestapo en överenskommelse med honom, han får leva om han spelar general Della Rovere, en motståndsledare som skjutits av nazisterna, för att kunna avslöja en annan motståndsledare.
Filmen var Oscarsnominerad 1962 för bästa manus.

## Rollista (urval)
- Vittorio De Sica - Victorio Emanuele Bardone/Grimaldi
- Hannes Messemer - överste Mueller
- Vittorio Caprioli - Banchelli

## Utmärkelser
- 1959 Filmfestivalen i Venedig - OCIC Award, Roberto Rossellini
- 1959 Filmfestivalen i Venedig - Guldlejonet, Roberto Rossellini (delat med Det stora kriget)
- 1960 Italian National Syndicate of Film Journalists - Silverbandet, bästa regi, Roberto Rossellini
- 1960 David di Donatello Awards - David, bästa produktion